# أنطونيو غونزاليس كاباييرو
أنطونيو غونزاليس كاباييرو (بالإسبانية: Antonio González Caballero)‏ هو رسام وكاتب وكاتب سيناريو مكسيكي، ولد في 1927 في ولاية سان لويس بوتوسي في المكسيك، وتوفي في 2003 في مدينة مكسيكو في المكسيك.

## وصلات خارجية
- أنطونيو غونزاليس كاباييرو على موقع IMDb (الإنجليزية)
- أنطونيو غونزاليس كاباييرو على موقع كينوبويسك (الروسية)